# أيمن رزوق
أيمن رزوق ولد في 3 أوت 1979 وهو أستاذ كبير جزائري منذ 2007، بحوزته أحسن تصنيف في الجزائر منذ 2001 وفاز بالبطولة العربية للشباب ثلاث مرات (1994، 1996، 1998)، كما فاز بالبطولة الوطنية الجزائرية للشطرنج سنة 1999 وحل بالمركز الثاني في البطولة الإفريقية من نفس العام، كما حصل على الميدالية الذهبية في الرقعة الأولى ألعاب العرب بمصر في 2007.
بالنسبة لدراساته فقد درس رزوق التحليل المالي.

## روابط خارجية
- أيمن رزوق على موقع الاتحاد الدولي للشطرنج (الإنجليزية)
- أيمن رزوق على موقع مباريات الشطرنج (الإنجليزية)
- أيمن رزوق على موقع 365Chess.com (الإنجليزية)
- أيمن رزوق على موقع Chesstempo.com (الإنجليزية)
- أيمن رزوق سجل أولمبياد الشطرنج على موقع OlimpBase.org (الإنجليزية)

- أيمن رزوق في موقع مباريات الشطرنج
- أيمن زروق في موقع الاتحاد الدولي للشطرنج
- أيمن رزوق في موقع الشطرنج 365
- أيمن رزوق في موقع قاعدة بيانات الشطرنج
- مقال للاعب بعنوان الشطرنج والبورصة في موقع قاعدة الشطرنج